# حزب المستقلين (فولتا العليا)
حزب المستقلين (بالفرنسية: Parti des Indépendents)‏، كان حزبًا سياسيًا في فولتا العليا (بوركينا فاسو حاليا)، تم تشكيله من خلال الانقسام في الاتحاد الديمقراطي الفولتي. خاض الحزب انتخابات 1970.

## المصدر
1. ↑  Englebert, Pierre. La Revolution Burkinabè. Paris: L'Harmattan, 1986